# 弗莱克比
弗莱克比（德語：Fleckeby）是德国石勒苏益格－荷尔斯泰因州的一个市镇。总面积12.31平方公里，总人口1889人，其中男性891人，女性998人（2011年12月31日），人口密度153人/平方公里。